# Eric Gross
Eric Gross (født 16. september 1926 i Wien, Østrig - død 17. april 2011 i Sydney, Australien) var en østrigsk emigreret australsk komponist, pianist og lærer.
Gross emigrerede til Australien og bosatte sig i Sydney (1958). Han blev lærer i komposition på NSW Stats Musikkonservatoriet (1960-1991).
Han har skrevet 2 symfonier, orkesterværker, opera, kammermusik, klavermusik, koncertmusik etc.

## Udvalgte værker
- Symfoni nr. 1 - (1967) - for orkester
- Symfoni nr. 2 - (1980) - for orkester
- Klaverkoncert - (1983) - for klaver og orkester
- "Kærligheds dommer" (1965) - opera